# Четумаль (аэропорт)
Международный аэропорт Четумаль (ИАТА: CTM, ИКАО: MMCM) — международный аэропорт, расположенный в городе Четумаль, Кинтана-Роо, Мексика. Обслуживает местные и международные рейсы из города Четумель. Оператор — федеральная государственная компания Aeropuertos y Servicios Auxiliares.